# 오쓰쿄역
오쓰쿄역(일본어: 大津京駅, おおつきょうえき 오쓰쿄에키[*])은 일본 시가현 오쓰시에 있는 서일본 여객철도 고세이 선의 철도역이다.
2008년 3월 15일까지는 니시오쓰역(일본어: 西大津駅)으로 불렸다.

## 개요 및 역 구조
2면 4선 승강장이 있는 고가역이다. 개찰구는 2층에, 승강장은 3층에 있는 구조로, 개찰구에서 각 승강장으로는 계단과 엘리베이터가 설치되어 있다. 지상에서 개찰구까지는 상행 에스컬레이터와 엘리베이터, 계단로 연결되어 있다.
각 승강장에는 대합실이 2개소 설치되어 있으며, 교토 방면의 대합실에는 에어콘이 설치되어 있다. 승강장의 길이는 320m로, 유효장은 15량이지만, 실제로 승강장은 12량의 열차까지만 사용되므로 사용하지 않는 부분은 펜스로 막혀있다.
ICOCA 및 상호 이용 대상 카드들을 사용할 수 있다.

### 승강장
| 1 | ■ 고세이 선 (하행, 대피 열차) | 가타타 · 오미이마즈 방면      |
| 2 | ■ 고세이 선 (하행)            | 가타타 · 오미이마즈 방면      |
| 3 | ■ 고세이 선 (상행)            | 야마시나 · 교토 · 오사카 방면 |
| 4 | ■ 고세이 선 (상행, 대피 열차) | 야마시나 · 교토 · 오사카 방면 |

## 역세권 정보
- 게이한 전기 철도 오지야마 역
- 오쓰 시립 오지야마 구장
- 오쓰 시립 오지야마 중학교
- 오지가오카 공원
- 쟈스코 니시오쓰 점

## 승차량 변동
| 회사      | 승차 인원 | 승차 인원 | 승차 인원 | 승차 인원 | 승차 인원 | 승차 인원 | 승차 인원 | 승차 인원 | 주 석 |
| 회사      | 1993년    | 1994년    | 1995년    | 1996년    | 1997년    | 1998년    | 1999년    | 2000년    | 주 석 |
| --------- | --------- | --------- | --------- | --------- | --------- | --------- | --------- | --------- | ----- |
| JR 서일본 | 5986      | 5986      | 6239      | 6821      | 7177      | 7217      | 7047      | 7109      | [ 1 ] |
| 회사      | 2001년    | 2002년    | 2003년    | 2004년    | 2005년    | 2006년    | 2007년    | 2008년    |       |
| JR 서일본 | 7251      | 7738      | 8113      | 8245      | 8363      | 8654      | 9119      | 9296      | [ 1 ] |

## 역사
- 1974년 7월 20일 - 일본국유철도 고세이 선 개업과 동시에 니시오쓰역(일본어: 西大津駅)으로 개업.
- 1987년 4월 1일 - 일본국유철도 분할 민영화로 인하여 서일본 여객철도로 인계.
- 2003년 11월 1일 - IC 카드 ICOCA 공용 개시.
- 2008년 3월 15일 - 오쓰쿄역(일본어: 大津京駅)으로 개칭.

## 인접역
| 서일본 여객철도 고세이 선 | 서일본 여객철도 고세이 선 | 서일본 여객철도 고세이 선    |
| ------------------------- | ------------------------- | ---------------------------- |
| 야마시나 교토 방면        | ■ 고세이 선 신쾌속 · 쾌속 | 히에이잔사카모토 쓰루가 방면 |
| 야마시나 교토 방면        | ■ 고세이 선 보통          | 가라사키 오미이마즈 방면     |